# Cato Guldberg

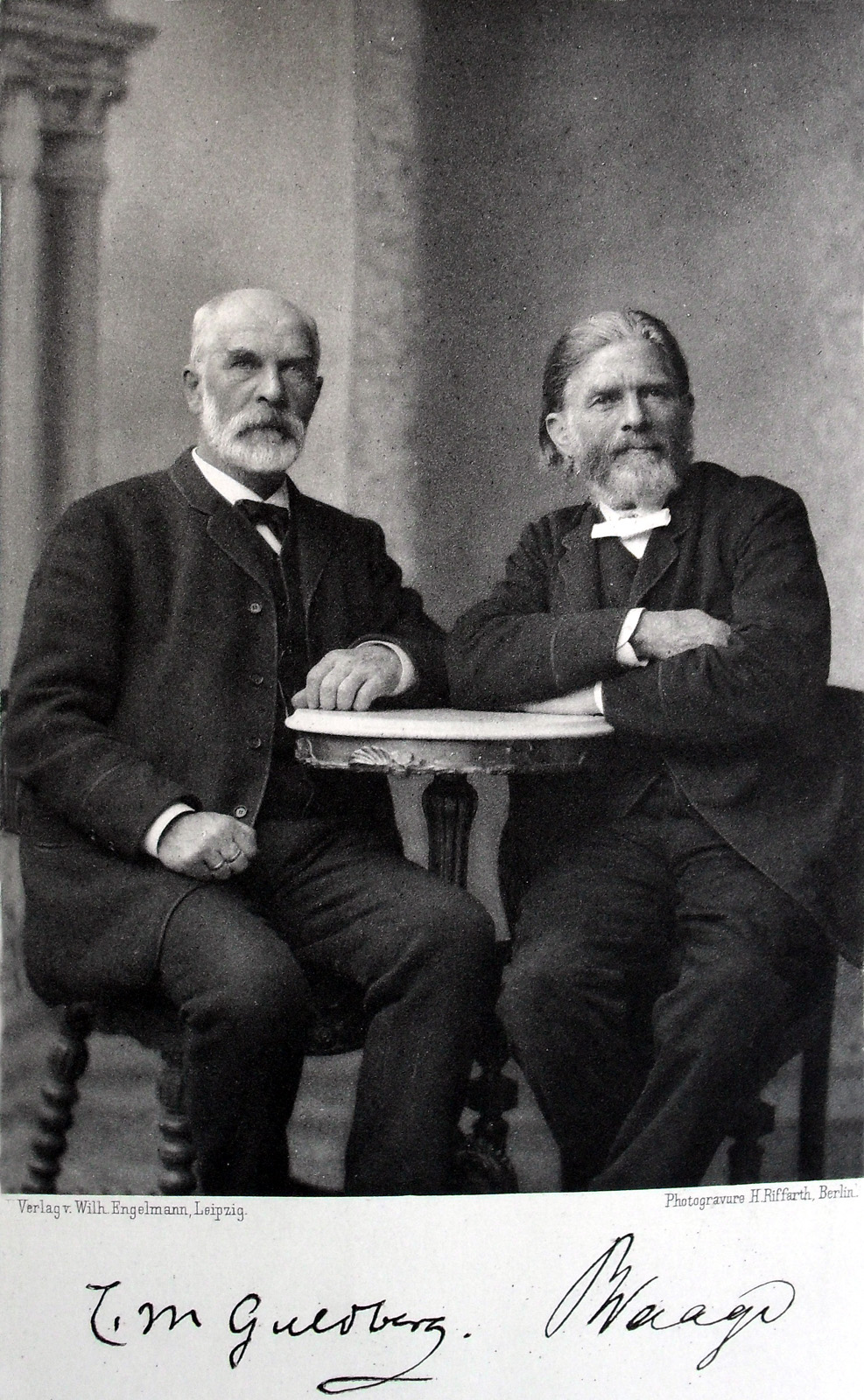
Cato Maximilian Guldberg (po lewej) i Peter Waage

Cato Maximilian Guldberg (ur. 11 sierpnia 1836 w Christianii (późniejsze Oslo), zm. 14 stycznia 1902 tamże) – norweski chemik i matematyk. Guldberg studiował na Uniwersytecie w Christianii i tam później został profesorem matematyki stosowanej. 

## Życiorys
Wspólnie ze swoim szwagrem Peterem Waage odkrył i opublikował w 1864 prawo działania mas określające stan równowagi chemicznej w zależności od stężeń lub ciśnień substratów i produktów reakcji (obaj naukowcy studiowali również zależność stanu równowagi od temperatury). Ich wkład początkowo nie został zauważony, prawdopodobnie dlatego, że ich praca została opublikowana w języku norweskim. Również po publikacji w 1867 w języku francuskim znaczenie odkrytej przez nich zależności nie było docenione. Kluczowe znaczenie prawa działania mas zostało zauważone i nagłośnione przez naukowców z uniwersytetu w Oksfordzie, W. Essona i V. Harcourta. Prace Guldberga i Waagego nad prawem działania mas trwały do 1879 roku.
W roku 1870 Guldberg badał w jaki sposób obniżenie temperatury krzepnięcia oraz prężności pary czystej cieczy zależy od zawartości substancji rozpuszczonej. 
W 1880 sformułował prawo Guldberga określające związek pomiędzy parametrami wrzenia a temperaturą krytyczną danej cieczy.